# Chloe Price
Chloe Elizabeth Price (Arcadia Bay, 1994. március 11. – különböző dátumok) a Life Is Strange-sorozat egyik legfontosabb szereplője. Először a 2015-ben megjelent Life Is Strange-ben szerepelt, amelyet a Dontnod Entertainment fejlesztett és a Square Enix adott ki. A 2017-ben megjelent Life Is Strange: Before the Storm játékban már nagyobb szerepe volt, több hátteret adott kapcsolatának Rachel Amberrel. A játékokban Ashly Burch és Rhianna DeVries volt szinkronszínésze.
Chloe-t a Life Is Strange játékban mutatták be, ahol egy középiskolából kicsapott tinédzser, aki Max Caulfield gyerekkori barátja volt. Korábban Max iskolájába járt és közeli kapcsolatba került Rachel Amberrel, miután Max Seattle-be költözött családjával. Rachel később eltűnt, amely az eredeti Life Is Strange játék történetének egyik központi eleme.
Karakterét szakértők méltatták.

## Élete
Chloe Joyce és William Price gyermekeként született és nőtt fel az oregoni Arcadia Bayben. Gyerekkora óta Max Caulfield legjobb barátja volt, egészen Max Seattle-be költözéséig, 2008-ban. Mindössze napokkal Max elköltözése előtt Chloe elvesztette apját, aki meghalt egy autóbalesetben. A számára két legfontosabb személy elvesztése teljesen megváltoztatta életét, ugyan sokáig jó tanuló volt, az évek során tanulmányi eredményei és viselkedése romlott, 2010-ben, 16 éves korában kirúgták a Blackwell Academyről. Ebben az időszakban ismerkedett össze Rachel Amberrel, akivel napok alatt (a Before the Storm cselekménye szerint) közeli barátságot – vagy a játékos döntései alapján romantikus kapcsolatot – alakított ki. A páros tervezett elszökni otthonról, de miután Rachel majdnem meghalt, Arcadia Bayben maradtak. Egyre több időt töltöttek együtt, Chloe egyre több drogot kezdett használni. Rachel 2013 áprilisában eltűnt a kisvárosból, amelyet követően Chloe elkezdte keresni.
Max 2013-ban tért vissza Arcadia Baybe, hogy a Blackwell Academy – kifejezetten Mark Jefferson fényképész – diákja legyen, és október 7-én megmentette Chloe életét időutazó képességével, megakadályozva, hogy Nathan Prescott meggyilkolja a lányt. A következő napokban Max többször is megmenti Chloe-t. Együtt elkezdenek nyomozni Rachel eltűnésével kapcsolatban, amelynek következtében október 10-én megtalálják a lány holttestét elásva a roncstelepen. Ezt követően Mark Jefferson fejbe lövi Chloe-t. Ezt követően kiderül, hogy Jefferson szárnyai alá vette Nathant, és megosztja Max-szel, hogy diáktársa ölte meg Rachelt. Max egy fénykép segítségével elmenekül fogvatartójától, és megmenti Chloe életét. A játék végén Max-nek meg kell hoznia a döntést, hogy feláldozza Chloe-t vagy Arcadia Bayt. Ha a játékos Arcadia Bay feladása mellett dönt, Max és Chloe elhagyják a várost, hogy új életet kezdjenek együtt. A Life Is Strange 2 cselekménye szerint a páros vagy New Yorkban él, vagy átmenetileg a városban volt 2016-ban.
A karakter ugyan nem szerepel, de meg van említve a Life Is Strange 2-ben, a Life Is Strange: True Colorsban és a Life Is Strange: Double Exposure-ben.

## Elemzés
A karaktert méltatták a szakértők. Többen is kiemelték, hogy a Life Is Strange utolsó epizódja tökéletes befejezés volt a lány történetének, és a két főszereplő kapcsolata megfelelően volt kivitelezve. Peter Paras (Game Revolution) méltatta Chloe fejlődését: „nagyon belenő saját karakterébe” a játék során. Jeremy Peeples (Hardcore Gamer) szerint Chloe viselkedése „megnyerő,” személyiségét rétegesen mutatták be. Ugyan eleinte a Metro kritikájában a karakter ugyanaz a „fáradhatatlanul hadakozó önmaga” volt, kapcsolata Rachellel az epizód „legkevésbé érdekes” része volt, Wallace szerint a páros „gyengéd pillanatai” voltak a legjobbak, míg Makedonski szerint „nehézségeik, közös eszképizmusuk és áldozataik” eleget adott, hogy beszippantsa a játékost. Ozzie Mejia (Shacknews) és Brett Makedonski (Destructoid) is azt írta, hogy a karakter komoly fejlődést mutatott a játékok során. A The Washington Post kritikájában azt írta, hogy „Örülök, hogy a játékot egy élénk fiatal nő köré építették, aki meg tud javítani egy roncstelepi autót, fel tud lépni felkészülés nélkül Arielként A viharban és megoldani egy rejtélyt, miközben felnő.”
A 2010-es évek egyik legjobb karakterének nevezte a Polygon Max Caulfield mellett, Colin Campbell méltatta kapcsolatukat kiemelve, hogy különböző módon hozzák ki egymásból a legjobbat. A TheGamer is helyet adott neki az Ikonikus Videójáték-szereplők listáján, megjegyezve, hogy ugyan több emlékezetes karakter is van a sorozatban, Chloe mindenképpen az első helyezett. Rachel Weber (GamesRadar) 41. helyre helyezte az 50 ikonikus videójáték-szereplő listáján.
Ashly Burch-öt jelölték egy BAFTA-díjra a Legjobb teljesítmény kategóriában Chloe megszemélyesítéséért.